# The Foreign Spy (film 1912)
The Foreign Spy è un cortometraggio muto del 1912 diretto da Tom Ricketts.

## Produzione
Il film fu prodotto dalla Nestor Film Company.

## Distribuzione
Distribuito dall'Universal Film Manufacturing Company, il film - un cortometraggio di una bobina - uscì nelle sale cinematografiche USA il 27 maggio 1912.
Nel Regno Unito, la R. Prieur & Co. lo distribuì il 10 agosto 1912.